# Lits socken
Lits socken i Jämtland ingår sedan 1971 i Östersunds kommun och motsvarar från 2016 Lits distrikt.
Socknens areal är 798,20 kvadratkilometer, varav 757,80 land. År 2000 fanns här 2 829 invånare. Tätorten Lit samt småorten Klösta med sockenkyrkan Lits kyrka ligger i socknen.

## Administrativ historik
Lits socken har medeltida ursprung, på 1400-talet utbröts, eventuellt återuppstod, Kyrkås socken. 
Vid kommunreformen 1862 överfördes ansvaret för de kyrkliga frågorna till Lits församling och för de borgerliga frågorna till Lits landskommun. Landskommunen utökades 1952 och 1963 och uppgick sedan 1971 i Östersunds kommun. Församlingen uppgick 2010 i Häggenås-Lit-Kyrkås församling.
1 januari 2016 inrättades distriktet Lit, med samma omfattning som församlingen hade 1999/2000.
Socknen har tillhört fögderier, tingslag och domsagor enligt vad som beskrivs i artikeln Jämtland. De indelta soldaterna tillhörde Jämtlands fältjägarregemente och Jämtlands hästjägarkår.

## Geografi
Lits socken ligger nordost om Östersund kring Indalsälven och dess tillflöden Hårkan och Långan. Socknen har odlingsbygd utmed vattendragen och är i övrigt en mjukt kuperad myrrik skogsbygd med höjder som når 460 meter över havet.

## Fornlämningar
Man har funnit cirka 35 boplatser från stenåldern. I den centrala delen av Lits socken finns ett femtontal gravhögar från järnåldern. I skogsmarkerna har man hittat ungefär 1160 fångstgropar. Lits socken har Sveriges rikaste förekomst av fångstgropar. Dessa ligger här och var i stora system som är flera kilometer långa. De antas i många fall vara från yngre järnåldern och från den tidiga medeltiden. I centrala socknen finns vidare en ruin från en medeltida kyrka. Det finns även rester av några ödegårdar från medeltiden.

## Namnet
Namnet (1303 Lijth) kommer från en sjöliknande utvidgning av Indalsälven, men namnets tolkning är oklar.

## Befolkningsutveckling
| Befolkningsutvecklingen i Lits socken 1750–1990                                                          | Befolkningsutvecklingen i Lits socken 1750–1990 | Befolkningsutvecklingen i Lits socken 1750–1990 | Befolkningsutvecklingen i Lits socken 1750–1990 | Befolkningsutvecklingen i Lits socken 1750–1990 |
| --- | ----------------------------------------------- | ----------------------------------------------- | ----------------------------------------------- | ----------------------------------------------- |
| |                                                 |                                                 |                                                 |                                                 |
| År |                                                 |                                                 | Folkmängd                                       |                                                 |
| 1750 | 1750                                            |                                                 | 809                                             |                                                 |
| 1760 | 1760                                            |                                                 | 895                                             |                                                 |
| 1769 | 1769                                            |                                                 | 1 025                                           |                                                 |
| 1780 | 1780                                            |                                                 | 1 124                                           |                                                 |
| 1790 | 1790                                            |                                                 | 885                                             |                                                 |
| 1810 | 1810                                            |                                                 | 1 193                                           |                                                 |
| 1820 | 1820                                            |                                                 | 1 331                                           |                                                 |
| 1830 | 1830                                            |                                                 | 1 568                                           |                                                 |
| 1840 | 1840                                            |                                                 | 1 680                                           |                                                 |
| 1850 | 1850                                            |                                                 | 1 795                                           |                                                 |
| 1860 | 1860                                            |                                                 | 2 072                                           |                                                 |
| 1870 | 1870                                            |                                                 | 2 237                                           |                                                 |
| 1880 | 1880                                            |                                                 | 2 610                                           |                                                 |
| 1890 | 1890                                            |                                                 | 2 902                                           |                                                 |
| 1900 | 1900                                            |                                                 | 3 080                                           |                                                 |
| 1910 | 1910                                            |                                                 | 3 118                                           |                                                 |
| 1920 | 1920                                            |                                                 | 3 501                                           |                                                 |
| 1930 | 1930                                            |                                                 | 3 498                                           |                                                 |
| 1940 | 1940                                            |                                                 | 3 442                                           |                                                 |
| 1950 | 1950                                            |                                                 | 3 331                                           |                                                 |
| 1960 | 1960                                            |                                                 | 3 018                                           |                                                 |
| 1970 | 1970                                            |                                                 | 2 559                                           |                                                 |
| 1980 | 1980                                            |                                                 | 2 655                                           |                                                 |
| 1990 | 1990                                            |                                                 | 2 756                                           |                                                 |
| Anm: Källor: Umeå universitet - Tabellverket 1749-1859, Demografiska databasen, CEDAR, Umeå universitet. |                                                 |                                                 |                                                 |                                                 |